# Strick van Linschoten

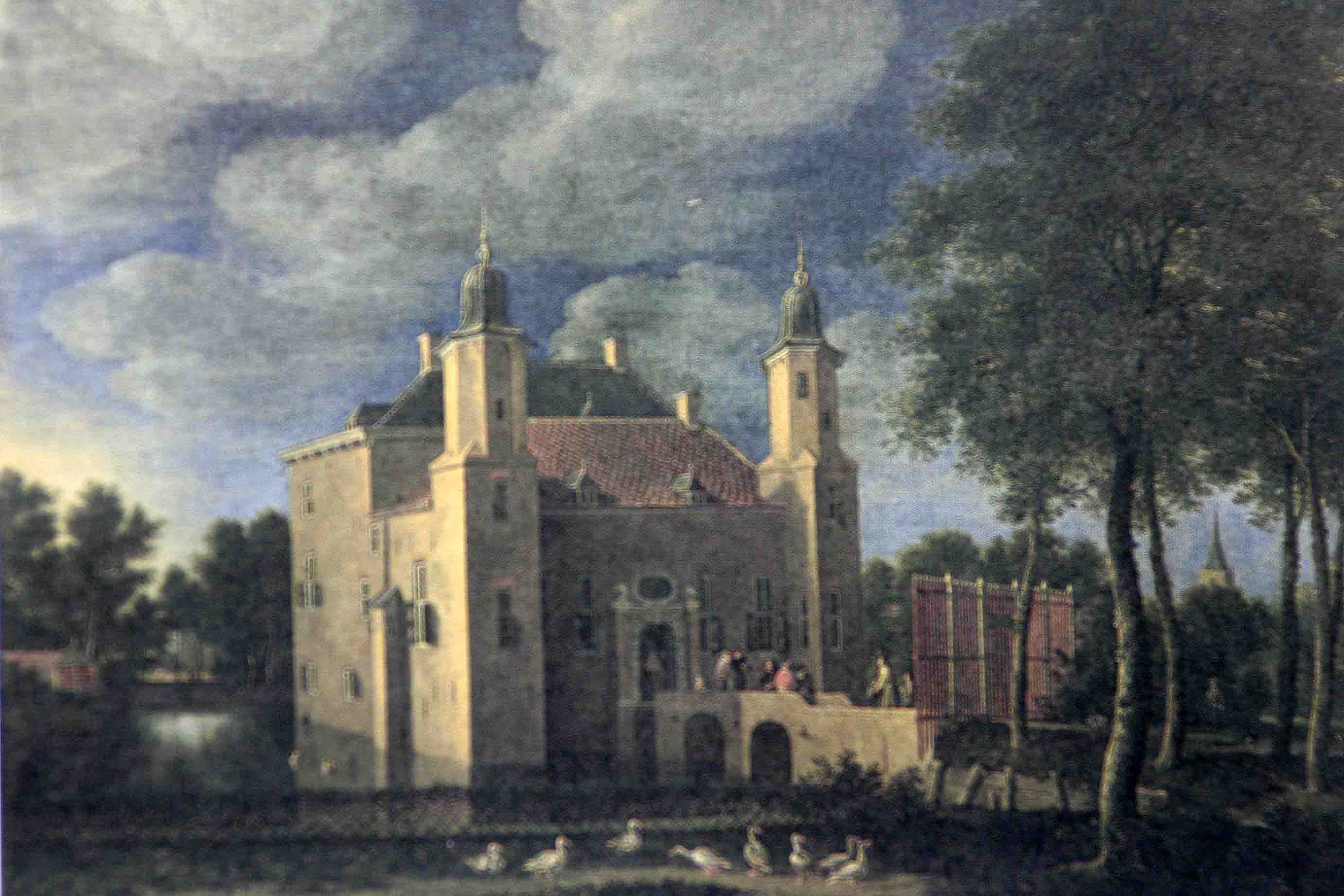
Huis Linschoten

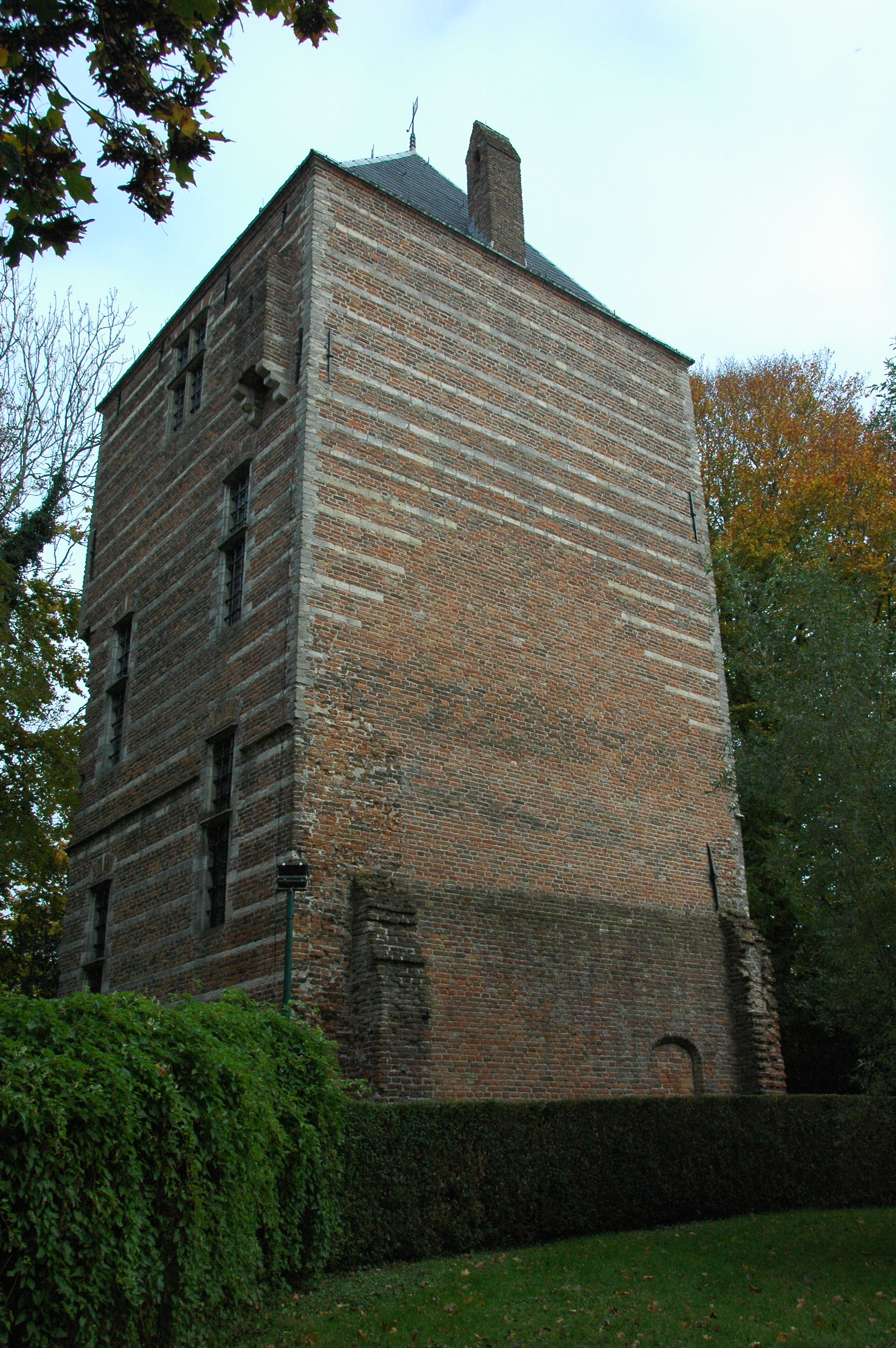
Kasteel IJsselstein

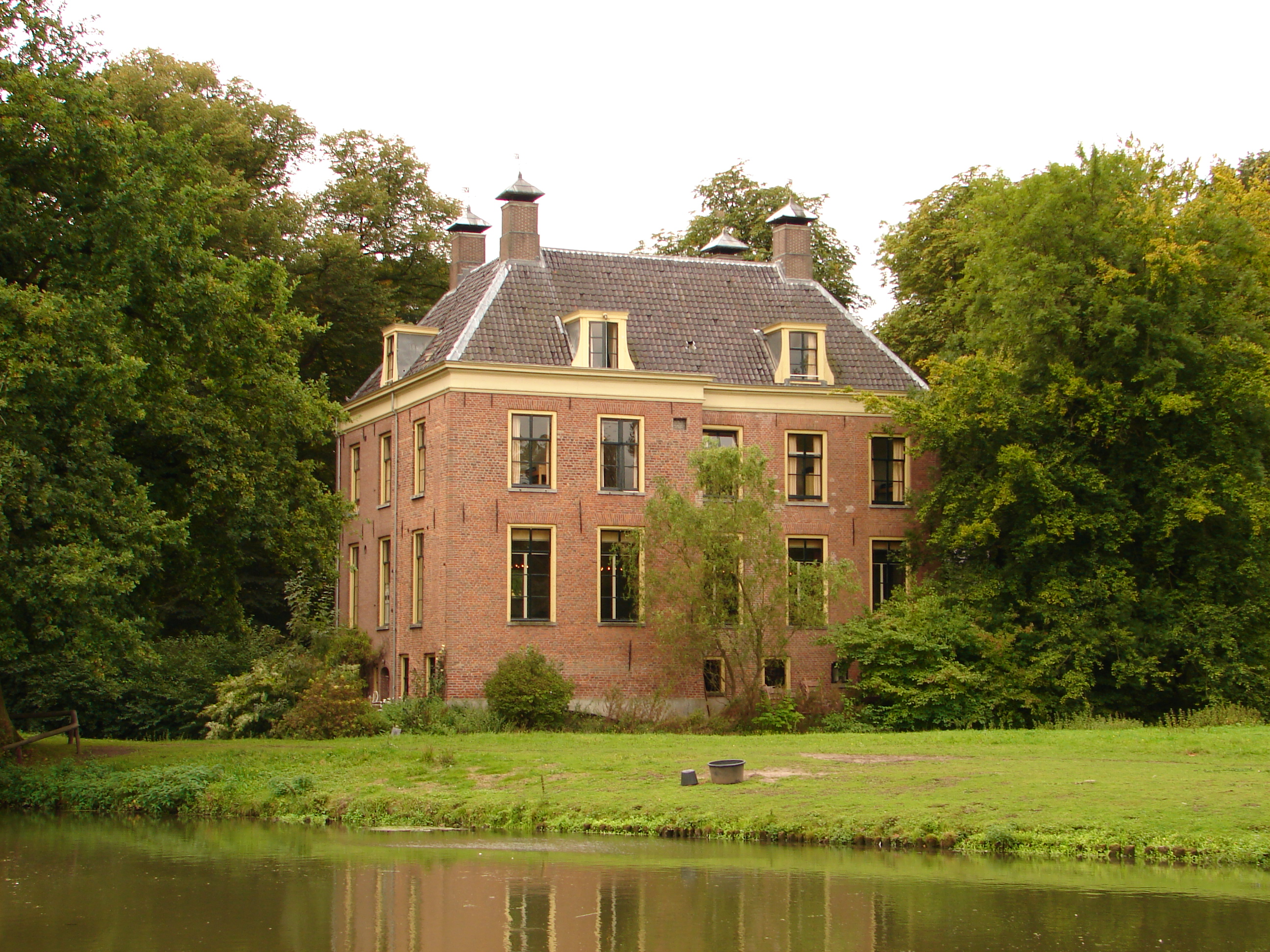
Huis Rhijnauwen

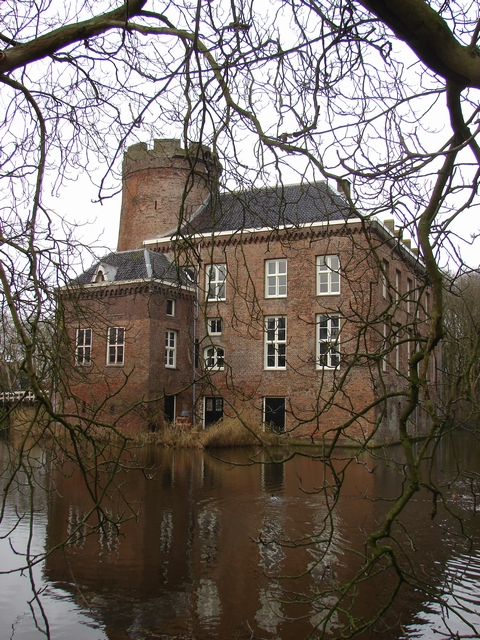
Kasteel Loenersloot

Strick van Linschoten is een uit Erp afkomstig geslacht dat vanaf 1628 door aankoop bezitter werd van de heerlijkheid Linschoten en daarna de familienaam Strick van Linschoten ging voeren; leden van het geslacht behoren sinds 1814 tot de Nederlandse adel.

## Geschiedenis
De stamreeks begint met Johan Goyaertsz Strick die eigenaar was van een huis en hofstede in Erp en daar voor 18 oktober 1549 overleed. Zijn zoon vestigde zich te Utrecht van welke plaats nazaten bestuurders werden. Een achterkleinzoon van de laatstgenoemde kocht in 1628 onder andere de heerlijkheid Linschoten welke heerlijkheid tot 1849 in het geslacht zou blijven.
Bij Souverein Besluit van 28 augustus 1814 werd een lid van het geslacht benoemd in de ridderschap van Utrecht. Tussen 1816 en 1822 werden verschillende leden van het geslacht ingelijfd in de Nederlandse adel, en in 1831 werd aan een lid de titel van baron (bij eerstgeboorte) verleend.

## Enkele telgen
Mr. Johan Strick, ridder (1634), heer van Linschoten (door koop 1628) (1583-1648), enz. bestuurder en diplomaat
- Mr. Johan Strick, heer van Linschoten, enz. (1625-1686), raad in de vroedschap, schepen en burgemeester van Utrecht
  - Adriaan Strick van Linschoten, heer van Linschoten, enz. (1650-1724), raad in de vroedschap, schepen en burgemeester van Utrecht
    - Mr. Johan Hendrik Strick van Linschoten, heer van Linschoten, enz. (1687-1759), raad in de vroedschap en schepen van Utrecht
      - Mr. Adriaan Strick van Linschoten, heer van Linschoten, enz. (1727-1772), raad in de vroedschap en schepen van Utrecht
        - Paulus Hubert Adriaan Jan Strick van Linschoten, heer van Linschoten, enz. (1769-1819), diplomaat
          - Adrian Johann Heinrich Paul Emil [Napolonius] baron Strick van Linschoten, heer van Linschoten, enz. (1798-1849), diplomaat

      - Daniël Jan Strick van Linschoten, heer van Bunnik, enz. (1729-1776), hoogheemraad
        - Jhr. mr. Nicolaas Hendrik Strick van Linschoten, heer van Bunnik, enz. (1766-1837), eigenaar en bewoner van kasteel IJsselstein waarop hij overleed
          - Jhr. Daniël Jan Ludolph Strick van Linschoten (1793-1857), griffier kantongerecht
            - Jkvr. Louise Maria Cornelia Strick van Linschoten (1833-1903); trouwde in 1857 met prof. dr. Henricus Christiaan Millies (1810-1868), hoogleraar en rector magnificus Rijksuniversiteit Utrecht
            - Jhr. mr. Ludolph Daniël Strick van Linschoten (1855-1923), notaris
              - Jhr. mr. Emile Jules Ludolph Strick van Linschoten (1887-1947), president arrondissementsrechtbank
              - Jhr. mr. Gustaaf Adolf Strick van Linschoten (1894-1968), burgemeester

          - Jkvr. Louise Strick van Linschoten (1802-1886), eigenaar en bewoner van kasteel IJsselstein waarop zij overleed

      - Jhr. Jan Balthazar Strick van Linschoten, heer van Rhijnauwen (door koop 1773), enz. (1734-1820), hoogheemraad, dijk- en watergraaf
        - Jkvr. Suze Christina Strick van Linschoten (1772-1823); trouwde in 1812 met prof. dr. Dithmar Huysman (1759-1822), hoogleraar aan de universiteit van Utrecht
        - Jhr. Jan Carel Wendel Strick van Linschoten, heer van Rhijnauwen, enz. (1790-1850), hoogheemraad
          - Jhr. Hendrik Strick van Linschoten, heer van Rhijnauwen (1827-1889), hoogheemraad
            - Jhr. Carel Johan Strick van Linschoten, heer van Rhijnauwen (1853-1910), luitenant-kolonel, hoogheemraad

      - Mr. Andries Jan Strick van Linschoten, heer van Loenersloot, Oucoop en ter Aa (door koop 1772) (1736-1806), hoogheemraad, burgemeester-representant van Utrecht
        - Jhr. Jan Hendrik Strick van Linschoten, heer van Loenersloot, Oucoop en ter Aa (1769-1828), kanunnik